# Colli di Parma
Colli di Parma (dt. Hügel von Parma) ist ein italienisches Weinbaugebiet in der Provinz Parma (Region Emilia-Romagna), das seit 1982 eine „kontrollierte Herkunftsbezeichnung“ (Denominazione di origine controllata – DOC) besitzt, die zuletzt am 7. März 2014 aktualisiert wurde.

## Anbaugebiet
Der Anbau und die Vinifikation sind gestattet in den Gemeinden Sala Baganza, Calestano, Collecchio, Felino, Fidenza, Fornovo di Taro, Langhirano, Lesignano dè Bagni, Medesano, Neviano degli Arduini, Noceto, Salsomaggiore Terme, Terenzo, Traversetolo und Varano dè Melegari – alle in der Provinz Parma.

## Erzeugung
Unter dieser Bezeichnung wird ein roter Verschnittwein (Cuvée) und ein Schaumwein (Spumante) erzeugt sowie einige fast sortenreine Weine:
Verschnittweine
- Colli di Parma Rosso: (auch als Frizzante) muss zu mindestens 60–75 % aus der Rebsorte Barbera bestehen. Höchstens 25–40 % Bonarda und/oder Croatina dürfen zugesetzt werden. Höchstens 15 % andere analoge Rebsorten, die für den Anbau in der Region Emilia-Romagna zugelassen sind, dürfen zugesetzt werden.
- Colli di Parma Spumante: muss aus 0–100 % Pinot Nero und/oder Chardonnay und/oder Pinot bianco hergestellt sein

zu 85 % sortenreine Weine
- Colli di Parma Malvasia: (auch als Frizzante und Spumante) mindestens 85 % Malvasia di candia und höchstens 15 % Moscato Bianco in der Mischung
- Colli di Parma Pinot nero: Höchstens 15 % andere analoge Rebsorten, die für den Anbau in der Region Emilia-Romagna zugelassen sind, dürfen zugesetzt werden.
- Colli di Parma Merlot: Höchstens 15 % andere analoge Rebsorten (außer Lambrusco), die für den Anbau in der Region Emilia-Romagna zugelassen sind, dürfen zugesetzt werden.
- Colli di Parma Cabernet Franc: Höchstens 15 % andere analoge Rebsorten, die für den Anbau in der Region Emilia-Romagna zugelassen sind, dürfen zugesetzt werden.
- Colli di Parma Cabernet Sauvignon: Höchstens 15 % andere analoge Rebsorten (außer Lambrusco), die für den Anbau in der Region Emilia-Romagna zugelassen sind, dürfen zugesetzt werden.
- Colli di Parma Barbera: (auch als Frizzante) Höchstens 15 % andere analoge Rebsorten (außer Lambrusco), die für den Anbau in der Region Emilia-Romagna zugelassen sind, dürfen zugesetzt werden.
- Colli di Parma Bonarda: (auch als Frizzante) Höchstens 15 % andere analoge Rebsorten (außer Lambrusco), die für den Anbau in der Region Emilia-Romagna zugelassen sind, dürfen zugesetzt werden.
- Colli di Parma Lambrusco (auch als Frizzante): Höchstens 15 % andere analoge Rebsorten, die für den Anbau in der Region Emilia-Romagna zugelassen sind, dürfen zugesetzt werden.

zu 95 % sortenreine Weine
- Colli di Parma Sauvignon: (auch als Frizzante und Spumante) Höchstens 5 % andere analoge Rebsorten, die für den Anbau in der Region Emilia-Romagna zugelassen sind, dürfen zugesetzt werden.
- Colli di Parma Chardonnay: (auch als Frizzante und Spumante) Höchstens 5 % andere analoge Rebsorten, die für den Anbau in der Region Emilia-Romagna zugelassen sind, dürfen zugesetzt werden.
- Colli di Parma Pinot bianco: (auch als Frizzante und Spumante) Höchstens 5 % andere analoge Rebsorten, die für den Anbau in der Region Emilia-Romagna zugelassen sind, dürfen zugesetzt werden.
- Colli di Parma Pinot Grigio: (auch als Frizzante) Höchstens 5 % andere analoge Rebsorten, die für den Anbau in der Region Emilia-Romagna zugelassen sind, dürfen zugesetzt werden.